# Harmonia conformis
Harmonia conformis is een kever uit de familie lieveheersbeestjes (Coccinellidae). 
De soort komt van oorsprong voor in Australië en is geïntroduceerd in Nieuw-Zeeland.
De kever heeft dekschilden van een oranjerode kleur met twintig grote zwarte stippen. Het dier bereikt een lichaamslengte van 6 tot 7 mm.